# Banda Sinfónica de Granada
La Banda Sinfónica de Granada o BSGR, fue una banda sinfónica española creada en el año 2010 por iniciativa del trompetista Alejandro Vicente Bújez, que tuvo su sede en la ciudad andaluza de Granada. La BSGR contaba con el director de orquesta hispano-argentino, Mauricio Linari, como director artístico desde su creación hasta su disolución a mediados de 2012.

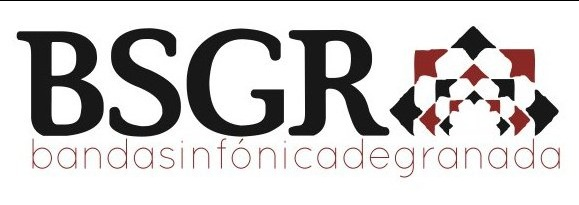
BandaSinfónicadeGranada

## Descripción

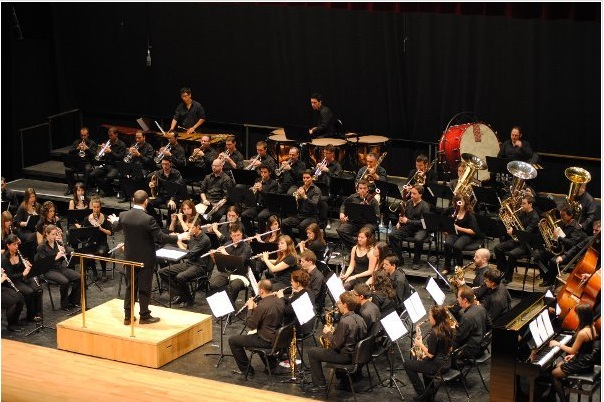
BSGR

La Banda Sinfónica de Granada fue un proyecto musical y pedagógico en el que el principal objetivo era ofrecer a todas las personas interesadas la posibilidad de hacer música de conjunto, a través de una formación musical que amplíe sus horizontes musicales y personales. Estaba constituida por unos 85 instrumentistas, entre los que figuraban.

## Historia

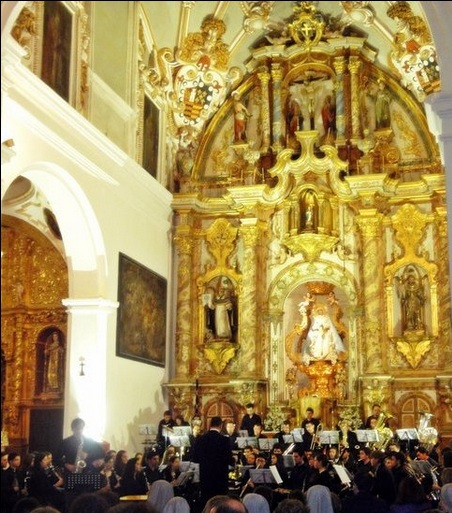
Antequerabsgr

La presentación oficial fue el 24 de abril de 2010 en el Centro Cultural Medina Elvira, en la ciudad de Atarfe. En este concierto se interpretaron la Obertura de Egmont de Beethoven y la Sinfonía nº 1 "El Señor de los Anillos" de Johan de Meij. La BSGR contó en este concierto, dirigiendo la primera de las obras, con el prestigioso director de orquesta Enrique García Asensio, que desde entonces apadrinó las actividades de la BSGR. 
Posteriormente, la Banda Sinfónica de Granada ha ido realizando diversos conciertos entre los que cabe destacar: 8 de mayo de 2010 en el Teatro Municipal de Alhendín, 19 de diciembre de 2010 en la Iglesia de San Francisco de Antequera, junto al Coro Infantil y Juvenil María Inmaculada y con la participación como solistas de: Juan Ignacio Martínez y Luis Mariano Pozo (saxofón) y Alejandro Vicente (trompeta). Así como la participación en la clausura de las VI Jornadas de Música Contemporánea organizadas por el Conservatorio Profesional de Música Ángel Barrios de Granada, interpretando Fanfarria para un hombre corriente de Aaron Copland, Sinfonía nº 2 "India" de Carlos Chávez y Cuban Overture de George Gershwin.
Debido a distintos problemas económicos e internos, la banda se disolvió a mediados de 2012.

## Enlaces

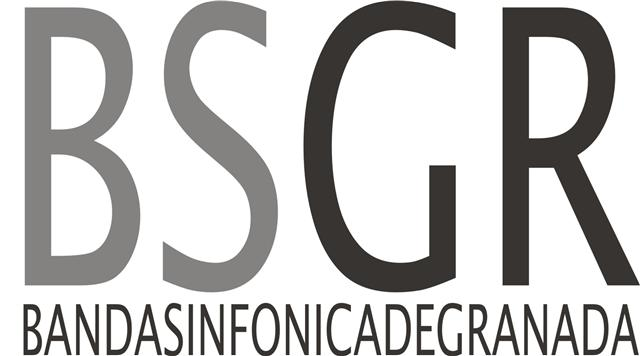
Bsgr logo

- Blog de la BSGR
- Twitter de la Banda Sinfónica de Granada
- Perfil de Facebook de la BSGR
- BSGR - Egmont (Beethoven) - Director invitado: Enrique García Asensio
- BSGR - Sinfonía nº 1 "El Señor de los Anillos" (Johan de Meij) - Director titular: Mauricio Linari

- Datos: Q5718278